# 工業技術研究院 (台湾)

工研院中興院区の俯瞰全景。

工研院51号館、52号館、53号館

中興院区正門である工研院西大門の夜景。

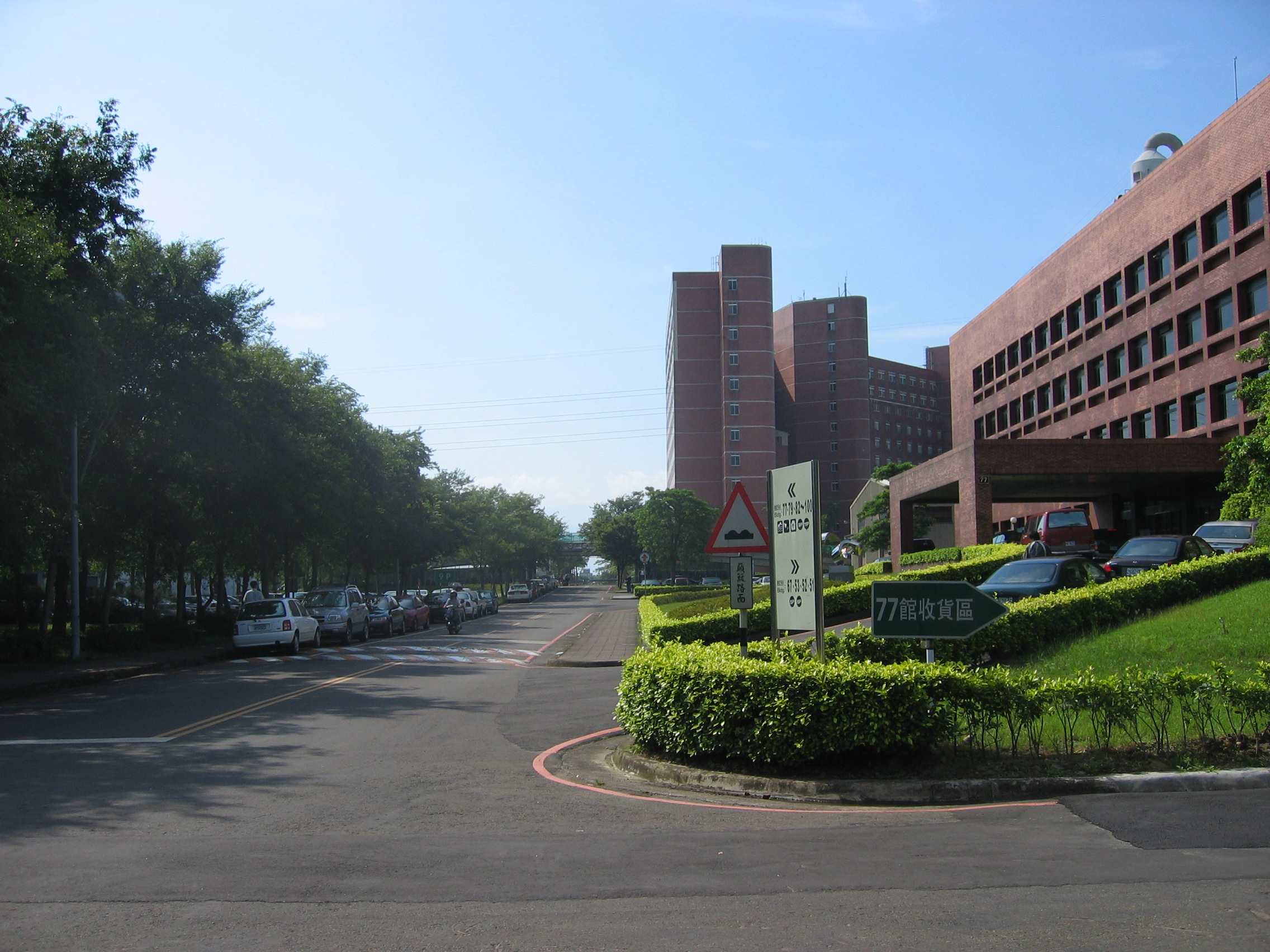
89号館職員宿舎とゲストハウス、77号館工業材料研究所

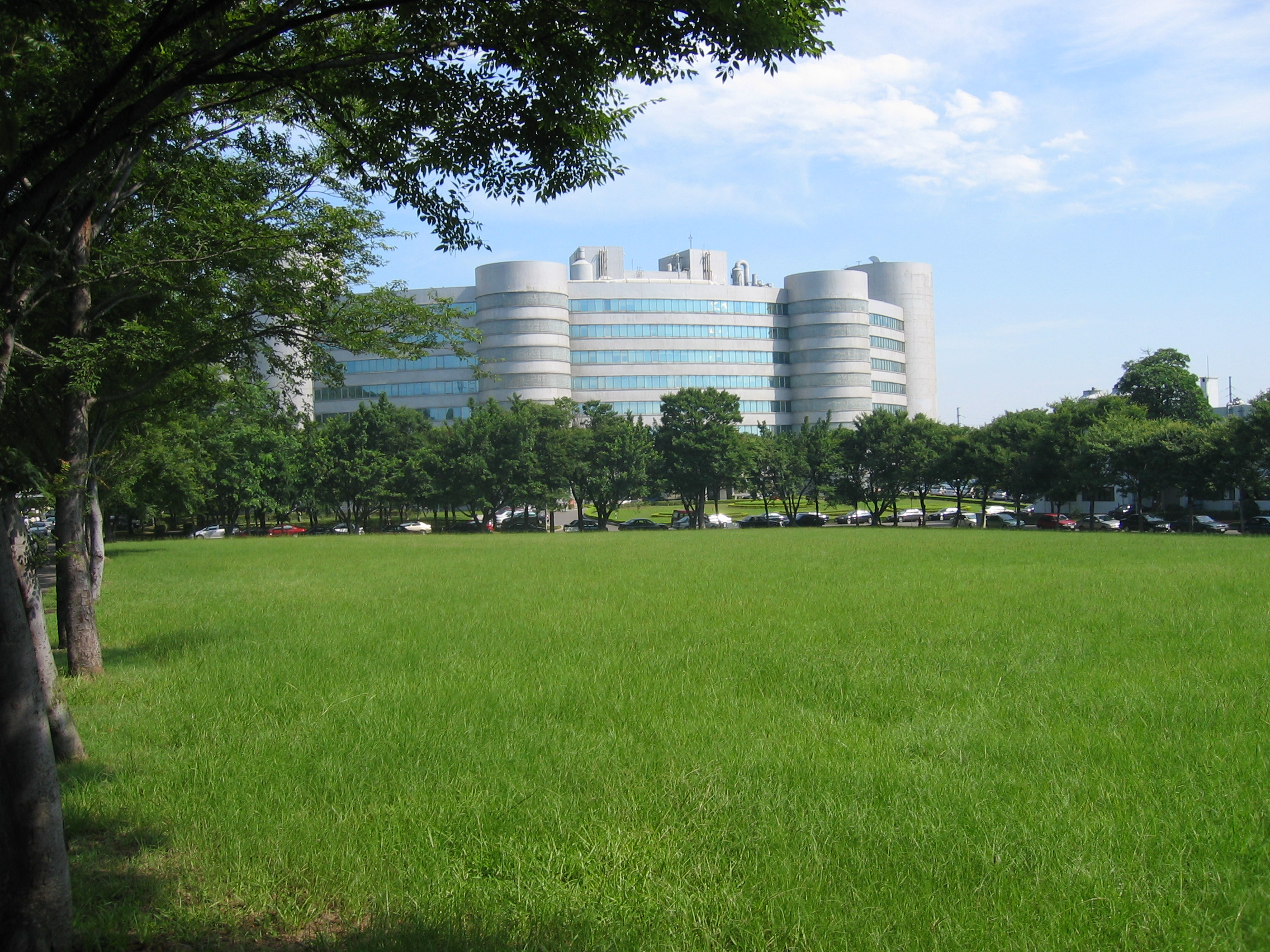
52号館

財団法人工業技術研究院（略称工研院、英文略称ITRI）は 台湾新竹竹東鎮にある中華民国経済部 が設立した財団法人であり、 台北市、 新竹市、新竹県、 台中市 、南投県、 台南市などに研究地区、オフィスを有する台湾科学技術の発展における重要拠点である。

## 概要紹介
台湾最大の産業技術研究開発機構であり、台湾半導体業界のパイオニアである。1936年8月、日本統治時代に台湾総督府所属の「天然ガス研究所」として新竹市光復路321号に設立された。第二次世界大戦終結後、1945年10月に中華民国経済部資源委員会により接収され、「天然気研究所」と改称された。1946年1月、経済部資源委員会管轄の国営企業中国石油公司に編入され「中国石油公司新竹研究所」に改称され、同時に近隣にあった旧大日本帝国海軍第六燃料廠本部資産・研究開発中心が編入された。1954年11月、経済部直属組織に昇格され、聯合工業研究所に改称された。1973年に聯合工業研究所、聯合鉱業研究所、金属工業研究所を合併し、工業技術研究院が設立された。1975年、RCA社に台湾集積回路協力プログラムのパートナーとして選定され、1976年に米国に技術者を派遣して訓練を受け、1977年に台湾で初となる4インチウェハ集積回路実証プラントを立上げ、さらに1980年から次々と聯華電子（UMC） 、台湾積体電路製造（TSMC）、世界先進積体電路（VIS）等の半導体製造企業を創出し、台湾半導体産業を飛躍させた。1983年にはIBM互換PCを開発して台湾国内業者に技術移転し、周辺産業の発展を促し、PC、情報産業の基礎を確立した。
独特の研究開発環境を運用しており、綿密で堅実な産業網との関係、地域産業の研究開発力との連携を通じて、積極的に台湾の産業発展と水準向上に協力してきた。2005年から、台湾全体の地域産業発展政策と、科学技術と地域産業の連携強化のために、台南六甲に「南分院」を、南投に「中分院」を設置し、さらに台湾の産業創出のための研究開発を進めている。
40年余りに渡って、「先端技術研究開発により、産業成長、または経済価値を創造し、社会福祉、そして幸せな生活を支える」ことを主要な任務とし、研究開発の創出、人材育成、知的財産の増加、企業の設立・育成、技術サービスと技術移転等の手段をもって台湾産業の発展に様々な影響を与えてきた。創立以来、創業以来、140人以上の産業CEOを育成し、240社以上の企業を設立し、累計で2万件以上の特許を取得し、台湾の有望で鍵となる多くの技術創出だけでなく、多くの新興科学技術産業を育み、無数の科学技術人材を育成してきた。ここから企業へ転身した多くの人材が台湾経済の牽引者であり、張忠謀、胡定華、楊丁元、章青駒、蔡明介らは台湾産業に対し影響力を持ち、これら出身者は一枚の綿密な網を織る如くに台湾新興科学技術産業を無から有にし、成果を上げている。

## 沿革
- 1936年8月　台湾で最初の科学技術組織として台湾総督府所属「新竹天然ガス研究所」が設立。
- 1945年10月　中華民国経済部資源委員会に接収され、「新竹天然気研究所」と改称。
- 1946年1月　経済部資源委員会管轄の国営企業「中国石油公司」傘下に編入され、「中国石油公司新竹研究所」に改称、同時に日本海軍第六燃料廠本部資産・研究開発中心を編入。
- 1954年11月　経済部直属組織に昇格され、「聯合工業研究所」に改称。
- 1973年　当時の経済部長である孫運璿の働きかけにより、「聯合技術研究所」、「聯合鉱業研究所」および「金属工業研究所」を合併し、財団法人工業技術研究院が設立。
- 1976年　米国RCAと技術移転契約を締結し、半導体製造技術の導入に成功。
- 1980年　台湾国内で最初の4インチウェハ製造企業として聯華電子（UMC）が設立。
- 1985年　炭素繊維複合材料の研究開発を行い、自転車、ゴルフクラブ、テニスラケットなどのメーカーに技術移転を行う。技術移転先の一つであるジャイアント・マニュファクチャリングは、世界最大の自転車メーカーに発展。
- 1987年，台湾国内で最初の6インチウェハ製造メーカーとして台湾積体電路製造（TSMC）を設立。世界第一のEMSとなる。
- 1989年　国内で最初の大規模自動化工業会社として「盟立自動化股份有限公司」を設立。
- 1990年　国内47社メーカーにより「ノートパソコン連盟」を結成し、分業体制を確立させ、後に台湾が世界一のノートパソコン生産国となることを促進。
- 1993年　国内最初の8インチウェハ製造メーカーとしてVISを設立。台湾が世界の半導体主流の一つとなる。
- 1995年　「共用エンジン計画」が執行され，英ロータス自動車から技術移転し、台湾で初めての1,200cc、8バルブから16バルブのエンジンを開発し、CECを設立した。
- 1996年　オープンラボを設置し、産業技術の開発と新興高度科学技術産業の創出を加速。
- 2002年　台湾で最初の国際基準に準拠した多機能cGMP中国医薬試験工場が完成。
- 2005年　アジア育成協会AABIの「アジア最優秀育成センター賞」を単独受賞。研究開発力を台湾南方まで延伸するため台南に「南分院」を設置。
- 2007年　台湾でトップのフレキシブルエレクトロニクス量産開発実験室を開設し、世界に先駆け量産開発力を有するオープンラボとして、台湾内のフレキシブルエレクトロニクス産業の発展を加速。
- 2008年　WiMAXフォーラム認可の世界トップクラスWiMAX応用実験室MTWALを設置。台湾国内業者との協力により各種の測定業務を推進。
- 2009年　台湾トップクラスの国際標準IECEE準拠太陽光発電測定実験室IEC 61215 CBTLを設置。世界唯一のIEC非会員で認証資格を取得。
- 2010年1月　国際照明委員会CIEに国家級会員として加入。
- 2010年3月　ULとの協力により、電気自動車の電池モジュール及び充電系統の安全認証技術標準化を推進。
- 2010年6月　アジアでトップクラスの3次元集積回3D IC実験室を設置。
- 2010年7月　「グリーンエネルギー・環境研究所」および「生医学・医療材料研究所」を設置。
- 2010年11月　台北市より、台北国際花卉博覧会夢想館の企画立案を受託。50万人以上が鑑賞。
- 2011年1月　独フラウンホーファーと科学研究計画協定FP7 Grant Agreementを締結。
- 2011年7月　グリーン・低炭素研究地区計画Green Campusを推進し、社会公益委員会を設立。
- 2011年9月　九州大学と協力し、台湾でトップクラスの人間工学照明実験室を設置。
- 2011年11月　工研院創新公司ITICと三菱UFJキャピタル（MUCAP）の共同で、日台ベンチャーファンドを設立。
- 2011年12月　一二三視股份有限公司と創智智權管理公司を設立。
- 2012年3月　LED照明測定実験室が台湾国内で最初のIEC国際標準に準拠した実験室としてCBTL認証を取得。
- 2012年9月　中国鋼鉄と「熱電材料モジュール技術」を共同発表し、中国鋼鉄で300℃以下の低温排熱回収に応用。
- 2012年10月　コーニングと共同で横浜で開催されたフラットパネルディスプレイ展において「100ミクロン超薄型フレキシブルガラス連続ロール・ツー・ロール製造技術」を発表。
- 2012年12月　カネカと共同で、「酸化物半導体TFTアレイ技術 IGZO」を発表。
- 2013年6月 オランダのアイントホーフェン高度科学技術地区に工研院オランダ事務所を設置。台湾水泥協力により台湾初の「カルシウム回路二酸化炭素捕捉先導型試験工場」を設置。
- 2013年7月　六甲院區に「南部レーザーバレー育成・試験量産工場」を開設。
- 2013年10月　フィンランド科学技術研究院VTTと合弁覚書を締結。小森コーポレーションと共同で、横浜のフラットパネルディスプレイ展においてロール・ツー・ロール精密印刷によるタッチパネルを発表。
- 2014年1月　アジア初の国際公信力認証資格に適合する功率モジュール測定実験室を設置。
- 2014年3月　世界初の正式に運用されたオープン計算計画OCP認証センター開設。
- 2014年8月　小森コーポレーションとワンステップ量産型ロール・ツー・ロールメタルメッシュ技術を共同発表。
- 2014年9月　経済部と共同で中分院に中台湾創新園区を開設。高安全性電池材料STOBAの専用使用権を三井化学に許諾するとともに、亜太三井科学公司を設立。
- 2015年2月　工具機科学技術センターを開設。
- 2015年4月　高速充電可能なアルミニウムイオン電池の研究開発成果が英Natureに掲載。
- 2015年5月　「工研新創群英会」プラットフォームを設立。創業家CEOの成功創業体験によるさらなる若い創業家の育成を目指す。
- 2015年6月　米シリコンバレーに「台湾創新創業センター」を設立。
- 2015年12月　燃料電池認証実験室がUL認証を取得。アジアで最初の取得事例。スマート・マイクロ科学技術センター、レーザー基盤製造科学技術センターを設置。
- 2016年9月　AI・ディープラーニングを導入した自動運転技術およびインテリジェントロボットの共同開発に関する協力覚書をNVIDIAと締結。
- 2016年11月　ディスプレイ、LED、半導体のメーカーとシステムインテグレーターを連携して産業交流プラットフォームを構築するための大規模なマイクロアセンブリ産業連盟を設立。
- 2017年10月　フォルモサプラスチックスと共同で、沙崙スマートグリーンエネルギーサイエンスシティに色素増感太陽電池の試作ラインを建設。
- 2018年7月　電力網管理・近代化戦略室を設立。
- 2018年7月　循環経済戦略室を設立。
- 2018年7月　車王電子、華徳動能、X-by-W ire技術のスタートアップiAuto、台湾大学と共同で、台湾初の自動運転中型バスと自動運転乗用車を発表。
- 2018年8月　台湾の産業界、政府、学界、研究機関に専門的な市場情報とコンサルティングサービスを提供するため、産業科学技術国際戦略開発室を設立。
- 2018年8月　産業のAI化、AIの産業化を推進する人工知能応用戦略室を設立。
- 2019年10月　新竹市との協力により自動運転車「台湾No.0001」が公道での試験を開始。
- 2019年10月　工業技術研究院の光電測試実験室が、デジタル照明の国際コンソーシアムDiiAの定める標準規格DALIの認証を台湾で初めて取得。
- 2020年2月　ジョンソン・エンド・ジョンソンの子会社ヤンセン ファーマと二重効能免疫療法薬開発技術を共同開発。
- 2020年2月　日本のベンチャーキャピタルUMIと戦略的パートナーシップ契約を締結。
- 2020年5月　台北医学大学附属病院と共同で非接触画像心拍計、IoTゲートウェイの２つのゼロ接触防疫科学技術プラットフォームを導入した台湾初の準陰圧隔離病棟を開設。
- 2020年7月　製造業のDXを支援するスマートマシナリクラウドプラットフォームを開発。
- 2020年9月　台湾機械工業同業公会、独TRUMPFと共同で台湾半導体・電子産業先進レーザー応用サービスセンターを設立。
- 2020年9月　50以上の企業・政府機関・研究機関と共同で「台湾電動車両電能補充産業技術推動連盟」を設立し、消費者の需要にこたえる充電インターフェース共通規格を制定。
- 2020年10月　Synopsysと共同でAIチップの開発を加速するためのAI Chip Design Labを設立。
- 2020年11月　TBIC（Taiwan Integrated Biomedical Industrial Center）を設立、世界的な製薬企業であるアストラゼネカが実験室を設置。
- 2021年1月　CES 2021デジタル展示に初出展。
- 2021年1月　デュポンと共同でデュポン半導体材料を設立。
- 2021年3月　ネットゼロエミッション推進室を設立、2050年に工業技術研究院のゼロエミッション達成を目標とする。
- 2021年7月　台湾光電、蓋徳科技等の企業および新竹台湾大学分院と共同で「生理信号リアルタイム監視統合プラットフォームを開発。
- 2021年9月，半導体チップに関する知財の大手であるARMと提携し、新規IC 設計プラットフォームを設立。
- 2021年9月，三菱UFJ銀行と協力覚書を締結し、日台イノベーションR&D・産業交流プラットフォームを設立。電子、エネルギー、機械、化学材料および生物・医学に関する協力を進める。
- 2021年11月　オックスフォード・インストゥルメンツと半導体測定技術共同研究の協力覚書を締結。
- 2021年11月　新竹物流と協力し、新竹に台湾で初となる1.9kmの自動運転物流システムを構築。

## 歴代董事長・院長
| 姓名           | 就任時期      | 退任時期       |
| 董事長         | 董事長        | 董事長         |
| -------------- | ------------- | -------------- |
| 王兆振         | 1973年7月1日  | 1978年6月30日  |
| 徐賢修         | 1978年7月1日  | 1988年12月8日  |
| 張忠謀         | 1988年12月9日 | 1994年3月1日   |
| 李達海         | 1994年3月2日  | 1995年11月14日 |
| 孫震           | 1995年1月20日 | 2000年8月21日  |
| 林信義         | 2000年8月22日 | 2001年3月4日   |
| 翁政義         | 2001年3月5日  | 2004年9月30日  |
| 林信義         | 2004年10月1日 | 2008年6月15日  |
| 史欽泰         | 2008年6月16日 | 2008年9月30日  |
| 張進福         | 2008年10月1日 | 2010年2月21日  |
| 蔡清彥         | 2010年2月22日 | 2016年7月21日  |
| 呉政忠         | 2016年7月22日 | 2017年10月4日  |
| 李世光         | 2017年10月5日 | 現任           |
| 院長           |               |                |
| 王兆振         | 1973年7月1日  | 1978年7月31日  |
| 方賢齊         | 1978年8月1日  | 1985年8月19日  |
| 張忠謀         | 1985年8月20日 | 1988年12月8日  |
| 林垂宙         | 1988年12月9日 | 1994年4月18日  |
| 史欽泰         | 1994年4月19日 | 2003年8月27日  |
| 李鍾熙         | 2003年8月28日 | 2010年4月15日  |
| 徐爵民         | 2010年4月16日 | 2015年1月25日  |
| 劉仲明         | 2015年1月26日 | 2018年2月15日  |
| 張培仁（代理） | 2018年2月16日 | 2018年4月15日  |
| 劉文雄         | 2018年4月16日 | 現任           |

## 分野横断型・未来創出型科学技術研究開発
- スマートライフ：科学技術研究開発の重点を生活への応用に置き、便利、安全、快適な生活のため、多くの分野における研究開発技術を連携させ、生活の視点と価値観からスマート化された優しい科学技術を作り出す。具体的成果としては材料、マン-マシンインターフェイス、データ通信におけるスマート端末、レーザー技術、スマート工具そして次世代ディスプレイなどの応用であり、新しい科学技技術ソフトウェア、サービスプラットフォームの統合により、スマートな科学技術で人類の快適な生活への欲求に応える。
- ヘルスケア：医療の品質と健康の向上は快適な社会実現の大きなカギであり、また国家の競争力発展の指標でもある。工研院は機械工学、測定技術、材料技術、データ通信などの分野の技術を統合し、生物医学の将来のため、また医療材料創出のために投入し、医薬・科学技術を複合し、携帯型医療機材の設計や、疾病の予防、医療診断、補助具治療や看護、新しい医療サービスの提供を行い、またサービスと科学技術の協力で健康運動事業の発展に貢献する。
- 持続可能な環境：気候変動と温室効果の加速に伴い、世界各国で科学技術発展の追求と同時に、如何にして後代の子孫が生存可能な綺麗な土地を残していくかを考えるようになっている。工研院は持続可能な環境のため、再生可能エネルギーの開発の他に、最も基本的な材料から始まり、研究開発により更に多くの省エネ・二酸化炭素削減の応用技術として温室効果ガスの削減、環境保護再生技術、バイオマスエネルギー、認証測定、環境保護サービス、機械効率向上、低二酸化炭素運輸など、数十年先の未来のエネルギー需給シミュレーションなどを開発している。

## 受賞歴
- 2008 「チップ式交流電流LEDライト発光技術On-Chip AC LED Lighting Technology」が米R&D 100 Awardsを受賞
- 2009 「ウェアラブルラジオFlexio Radio」が独レッドドットデザイン賞を受賞
- 2009 「流体駆動消防ライトFluid Driven Lighting System」で独iFデザイン賞を受賞
- 2009 「超薄型音響スピーカーfleXpeaker」でウォールストリート・ジャーナル紙テクノロジーイノベーション賞を受賞
- 2009 「リチウムイオン電池安全技術STOBA」で米R&D 100 Awards受賞
- 2010 「環境保護防火耐燃材料REDDEX」、「区域化2D/3D切換立体ディスプレイ」及「多用途フレキシブル電子基板技術」で米R&D 100 Awards受賞
- 2010 「多用途フレキシブル電子基板FlexUPD」。「マイクロ可変型ピエゾ抵抗センサー技術」でウォールストリート・ジャーナル紙テクノロジーイノベーション賞を受賞
- 2011 「高無機含量透明ハイブリッド基板ITRI Flexible Substrate for Displays」がSIDのディスプレイ材料銀賞を受賞
- 2011 「繰り返し記載可能な電子ペーパーi2R e-Paper」、「新型偏光板保護シートHyTAC」により米R&D 100 Award受賞
- 2011 「グリーンエネルギーアンテナ技術」でソーラーインダストリー賞団体賞を受賞
- 2011 「繰り返し記載可能な電子ペーパーi2R e-Paper」、「噴射塗布断熱技術Spray-IT」でウォールストリート・ジャーナル紙テクノロジーイノベーション賞を受賞
- 2012 「Reddex環保防火耐燃材料」獲美國航空周刊「挑戰創新獎」(A&D SIC Awards)
- 2012 「リグニンエポキシ技術」、「熱電材料モジュール技術」、「光学ミクロ構造集光器太陽光発電技術」、「低溫大気圧プラズマコーティング技術」、「軽量LED電球技術」、「クランプ電圧流速計技術」により5年連続で米R&D 100 Awardを受賞、全ての参加組織中で獲得数第二位
- 2012 「光学ミクロ構造集光器太陽光発電技術SideLighter」、「低温大気圧プラズマコーティング技術aePLASMA」でウォールストリート・ジャーナル紙テクノロジーイノベーション賞受賞。当年度唯一の２項目受賞と連続4年受賞記録を達成
- 2013 「電気機器の磁力改善技術」、「セルロースブタノール生産技術」、「ヘッド装着型ディスプレイ用ジェスチャー操作技術」により6年連続で米R&D 100 Awardsを受賞
- 2014 「高効率カルシウムルーピング技術」と「インラインコンパクトサーマルアナライザー」で7年連続で米R&D 100 Awardsを受賞
- 2014 トムソン・ロイターのグローバルイノベーター100に選出
- 2015 「インラインコンパクトサーマルアナライザー」でフロストアンドサリバンニュープロダクトイノベーション賞を受賞
- 2015 「OLED表面プラズマカップリング増幅技術」、「流体駆動緊急照明技術」、「高感度触覚感知ウェアラブル補助具」。「ナノ繊維フィルター」により8年連続で米R&D 100 Awardsを受賞

## 著名な出身者
- 張忠謀　TSMC創設者
- 曹興誠　UMC元董事長
- 史欽泰　資訊工業策進會元董事長
- 蔡明介　Media Tek董事長

## 工業技術研究院院士
- 目的：台湾科学技術の発展により産業技術の発展と人々の生活福祉向上に傑出した貢献をした個人を表彰するため、工業技術研究院に特別に「工業技術研究院院士 (略称 工研院院士、英文名称 ITRI Laureate)」を設立し，終身の名誉称号とする。
- 資格：産業界での管理、あるいは科学技術研究開発の実務経験を有し、技術イノベーションとその産業化において卓越した成果を上げ、また台湾の産業発展と国民の生活福祉に傑出した貢献をした者。
- 產生方式：

1. 第一回は、選考委員会が候補者を推薦し、工研院院士を選出した。
2. 第二回からは選考委員会と工研院院士が候補者を推薦し、選考委員会により工研院院士を選出している。
3. 院士の選抜は無記名投票で行われ、4分の3以上の選考委員の出席において、出席選考委員の3分の2以上の同意によって選ばれる。定数に合わせて得票数の高い順に当選する。
4. 工研院院士は毎年１回選抜され、毎回の選抜は多くとも10名を超えない。

- 表彰

毎年7月工研院記念日にその年度の工研院院士名簿が公布され、総統からバッジと表彰状が授与される。
- 院士会議

院士会議は工研院院士全体で組織され、原則として毎年1回会議が招集される。科学技術、産業に対する議題の交流と討論が進められ、工研院院士の貴重な経験と知識から提言が行われる。

### 歴代院士名簿
| 第一回（2012年） | 第一回（2012年）                                       |
| ---------------- | ------------------------------------------------------ |
| 張忠謀           | 台湾積体電路製造TSMC董事長                             |
| 施振榮           | 智融集団iDソフトキャピタル董事長                       |
| 胡定華           | 建邦創業投資董事長                                     |
| 鄭崇華           | 台達電子Delta創業者、名誉董事長                        |
| 施崇棠           | 華碩電脳ASUS董事長                                     |
| 林書鴻           | 長春石化董事長兼総経理                                 |
| 蔡明介           | 聯発科技MediaTek董事長、執行長                         |
| 李秉傑           | 晶元光電科技Epistar董事長                              |
| 第二回（2013年） |                                                        |
| 林百里           | 広達電脳Quanta董事長                                   |
| 盧志遠           | 旺宏電子Macronix総経理、欣銓科技Ardentec創業者、董事長 |
| 陳興時           | 栄剛集団総裁。栄剛材料科技董事長                       |
| 林本堅           | 台湾積体電路製造TSMC研究発展副総経理                   |
| 第三回（2014年） |                                                        |
| 陳顯彰           | 長春関係企業総管理所副総裁                             |
| 施敏             | 国立交通大学名誉講座教授                               |
| 虞華年           | 工研院未来技術指導委員会名誉主席                       |
| 林耕華           | 中央研究院院士                                         |
| Lewis Terman     | 前IEEE世界総会会長、IBM名誉引退研究員                  |
| 第四回（2015年） |                                                        |
| 章青駒           | 世界先進積体電路VIS前任董事長                          |
| 蔣尚義           | 台湾積体電路製造TSMC董事長顧問                         |
| 招允佳           | 漢民微測科技Hermes Microvision執行長                   |
| 洪鎮海           | 儒鴻企業ECLAT Textile董事長                            |